# Mistrovství Severní Ameriky a Oceánie v rychlobruslení mužů
Mistrovství Severní Ameriky a Oceánie v rychlobruslení mužů pořádá Mezinárodní bruslařská unie každoročně od roku 1999. Šampionáty jsou společné s ženským mistrovstvím. Závodí se ve velkém čtyřboji, tedy na tratích 500, 5000, 1500 a 10 000 m.

## Medailisté
| Rok  | Místo          | Zlato            | Stříbro          | Bronz            |
| ---- | -------------- | ---------------- | ---------------- | ---------------- |
| 1999 | Milwaukee      | Kevin Marshall   | Derek Parra      | KC Boutiette     |
| 2000 | Calgary        | Kevin Marshall   | Derek Parra      | Steven Elm       |
| 2001 | Milwaukee      | Derek Parra      | KC Boutiette     | Dustin Molicki   |
| 2002 | Sainte-Foy     | Kevin Marshall   | Jamie Ivey       | Steven Elm       |
| 2003 | Salt Lake City | Shani Davis      | Chris Callis     | KC Boutiette     |
| 2004 | Calgary        | Shani Davis      | KC Boutiette     | Chad Hedrick     |
| 2005 | Salt Lake City | Shani Davis      | KC Boutiette     | Steven Elm       |
| 2006 | Calgary        | Chad Hedrick     | Arne Dankers     | Steven Elm       |
| 2007 | Milwaukee      | Chad Hedrick     | Arne Dankers     | Steven Elm       |
| 2008 | Calgary        | Shani Davis      | Steven Elm       | Trevor Marsicano |
| 2009 | Salt Lake City | Chad Hedrick     | Trevor Marsicano | Steven Elm       |
| 2010 | Calgary        | Trevor Marsicano | Jonathan Kuck    | Mathieu Giroux   |
| 2011 | Salt Lake City | Jonathan Kuck    | Brian Hansen     | Trevor Marsicano |
| 2012 | Calgary        | Jonathan Kuck    | Shane Dobbin     | Lucas Makowsky   |
| 2013 | Salt Lake City | Lucas Makowsky   | Jonathan Kuck    | Joey Mantia      |

## Medailové pořadí závodníků
V tabulce jsou uvedeni pouze závodníci, kteří získali nejméně 1 zlatou medaili.
| Pořadí | Jméno            | Zlato | Stříbro | Bronz | Celkem |
| ------ | ---------------- | ----- | ------- | ----- | ------ |
| 1.     | Shani Davis      | 4     | 0       | 0     | 4      |
| 2.     | Chad Hedrick     | 3     | 0       | 1     | 4      |
| 3.     | Kevin Marshall   | 3     | 0       | 0     | 3      |
| 4.     | Jonathan Kuck    | 2     | 2       | 0     | 4      |
| 5.     | Derek Parra      | 1     | 2       | 0     | 3      |
| 6.     | Trevor Marsicano | 1     | 1       | 2     | 4      |
| 7.     | Lucas Makowsky   | 1     | 0       | 0     | 1      |

## Medailové pořadí zemí
| Pořadí | Země        | Zlato | Stříbro | Bronz | Celkem |
| ------ | ----------- | ----- | ------- | ----- | ------ |
| 1.     | USA         | 11    | 10      | 6     | 27     |
| 2.     | Kanada      | 4     | 4       | 9     | 17     |
| 3.     | Nový Zéland | 0     | 1       | 0     | 1      |